# Światowy Finał IAAF 2010
8. Światowy Finał IAAF (en. 2010 IAAF World Athletics Final) – zawody lekkoatletyczne, które miały odbyć się 11 i 12 września 2010 na Stade Moulay Abdellah w stolicy Maroka Rabacie. Miała to być pierwsza w historii impreza tej rangi rozegrana poza Europą. Decyzję o przyznaniu Rabatowi organizacji zawodów podjęto na posiedzeniu IAAF w Monako 22 listopada 2008. Rywalem afrykańskiego miasta była Bydgoszcz. W związku z reformą kalendarza jednodniowych mityngów lekkoatletyczny zrezygnowano z przeprowadzenia zawodów.